# Roberto Volpi
Roberto Volpi (Firenze, 15 agosto 1952) è un ex siepista italiano.
È stato uno dei migliori specialisti dei 3000 metri siepi al mondo alla fine degli anni settanta.

## Biografia

### Carriera
Si impose nei Campionati italiani assoluti di atletica leggera come campione italiano nella specialità dei 3000 m siepi per 4 volte, nel 1976, 1977, 1978 e 1980.
Partecipò alle Olimpiadi di Mosca del 1980, venendo eliminato in semifinale col tempo di 8'29"7.